# Polyzonus democraticus
Polyzonus democraticus är en skalbaggsart som beskrevs av Auguste Lameere 1890. Polyzonus democraticus ingår i släktet Polyzonus och familjen långhorningar. Inga underarter finns listade i Catalogue of Life.